# Nakajima J1N1
 (décembre 2012).
Si vous disposez d'ouvrages ou d'articles de référence ou si vous connaissez des sites web de qualité traitant du thème abordé ici, merci de compléter l'article en donnant les références utiles à sa vérifiabilité et en les liant à la section « Notes et références ».
Le Nakajima J1N1 Gekkō est un avion de chasse bimoteur japonais de la Seconde Guerre mondiale. D'abord conçu comme un chasseur à long rayon d'action, il deviendra ensuite un appareil de reconnaissance, puis – et surtout – un chasseur de nuit efficace.

## Histoire
C'est au milieu de l'année 1938 que la Marine impériale japonaise décida la réalisation d'un chasseur bimoteur, susceptible d'escorter le principal bombardier utilisé à l'époque, le Mitsubishi G3M Nell dans la nomenclature alliée après l'attaque de Pearl Harbor. Le rayon d'action du chasseur standard de la Marine, le Type 96 (ou A5M) Claude, était de 1 200 km, ce qui était insuffisant comparé aux 2 800/4 500 km dont étaient capables les Nell. De plus, à l'époque, le potentiel du futur « Zero », alors en cours de développement, restait encore à évaluer, mettant l'accent avec encore plus d'acuité sur le besoin d'un chasseur d'escorte à long rayon d'action. De nombreuses nations à cette époque planchaient sur le concept d'un chasseur lourd capable aussi bien d'escorter les vulnérables bombardiers mais surtout d'affronter la chasse adverse sur un pied d'égalité. En France et en Allemagne nazie, ce seront les Potez 630 et Messerschmitt Bf 110. De fait les exigences de la Marine allaient mettre la barre très haut avec un rayon d'action, des moyens de communications et de navigation analogues à ceux des bombardiers de la Marine basés à terre, un armement composé de plusieurs armes lourdes, une vitesse supérieure de 10 nœuds à celle du Zéro et une maniabilité égale.

### Les premiers prototypes
En mars 1939, Mitsubishi et Nakajima furent approchées pour le développement d'un projet dénommé 13-Shi : un bimoteur basé à terre. La firme de Nagoya obtint le marché. Le 13 se réfère à la façon de compter les ans chez les Japonais, indiquant la 13e année de l'ère Showa, « Shi » signifie prototype, « J » désigne un chasseur basé à terre, « N » désigne Nakajima, et le « 1 » mentionne le fait qu'il s'agit de la première version du premier chasseur de la Marine basé à terre.
Le prototype sortit de l'usine en mars 1941 équipé d'une paire de moteurs Nakajima Sakae 21/22, 14 cylindres en double étoile et développant 1 130 ch chacun. L'équipage se composait de trois hommes, l'armement comprenait un canon de 20 mm et six mitrailleuses de 7,7 mm. Quatre de ces mitrailleuses étaient montées dans des tourelles dont l'usage se révéla vite être un casse-tête technique. L'alourdissement de la masse dû à cet armement mal pensé réduisit considérablement les performances de l'appareil, le rendant incapable de remplir son rôle. Cependant, la maniabilité était excellente pour un avion aussi gros, proche de celle du Mitsubishi Zero.

### Un échec conduisant à un nouvel avion, le J1N1-R
Après la fabrication de seulement deux prototypes, la marine n'accepta pas l'avion mais autorisa Nakajima à en développer une version de reconnaissance. Le nouvel avion, soigneusement allégé et simplifié, était nettement meilleur. Son équipage était toujours de trois personnes. L'appareil reçut le nom de J1N1-C (ou J1N1-R selon les sources japonaises) et fut fabriqué en petite série : 54 exemplaires incluant les prototypes.
Basés à Rabaul en Nouvelle-Bretagne, les J1N1-R effectuèrent leurs premières missions au-dessus de Guadalcanal où les Américains avaient débarqué en août 1942. Pensant que l'appareil était un chasseur, il reçut des Américains le nom de code « Irving ». Certains appareils furent équipés d'une tourelle arrière munie d'un canon de 20 mm et appelés J1N1-F.

### Apparition du chasseur de nuit, le J1N1-S Gekko
L'apparition du chasseur de nuit Gekko, remonte quant à elle au début de 1943. La situation stratégique dans le Pacifique Sud commençait à tourner au désavantage des forces japonaises, et l'activité croissante de l'USAAF posait de gros problèmes de jour comme de nuit, aux unités de l'Armée et de la Marine. En effet, si de jour la chasse pouvait intervenir, le manque de pilotes formés au pilotage nocturne laissait le champ libre aux B-24 et B-17 pour effectuer des raids de nuisance, qui, même s'ils ne causaient pas de gros dommages, empêchaient les pilotes de prendre le repos nécessaire pour les combats de jour. C'est ainsi que le commandant du 251e corps aérien, Yasuna Kozono, équipa deux J1N1-R abandonnés de deux canons de 20 mm montés en oblique sur le dos de l'appareil afin de tirer sous un angle de 30° sous l'appareil ennemi en gardant le même cap que ce dernier. Deux canons tiraient vers le bas selon le même principe. Le 21 mars 1943, le premier B-17 tombait sous les obus du sergent Kudo et du lieutenant Sugawara, dans leur J1N1-C KAI (certaines sources japonaises l'appellent déjà J1N1-S). Ce fut la première victoire de nuit du Gekko, (en japonais : « 月光 », « clair de lune »).

### Du bricolage à la série
Les Américains perdirent ainsi un bon nombre de bombardiers avant de réaliser que les Japonais avaient désormais un chasseur de nuit efficace. Ces succès balayèrent également les dernières réticences du haut commandement, qui s'était montré plus que sceptique devant ce projet peu orthodoxe. L'appareil fut alors produit en série sous le nom de J1N1-S.
Les appareils de production reçurent une arête de dos d'un seul tenant (contrairement aux J1N1-R), les deux canons étant situés en arrière de la verrière, très proches l'un de l'autre. Vers la fin de la série, une version J1N1-Sa fut produite. Elle avait trois canons sur le dos, un troisième étant plus en arrière vers la dérive. Il y eut beaucoup de variantes, les canons tirant vers le bas étant rarement présents. Les pipes d'échappement étaient tantôt propulsives, tantôt avec un pare-flamme sur l'extrados comme sur les J1N1-R. Un radar embarqué avec quatre grosses antennes sur le nez fut monté sur certains J1N1-S et J1N1-Sa. Dans ce cas, le phare de recherche qui se trouvait au bout du cône de nez était déplacé en dessous.

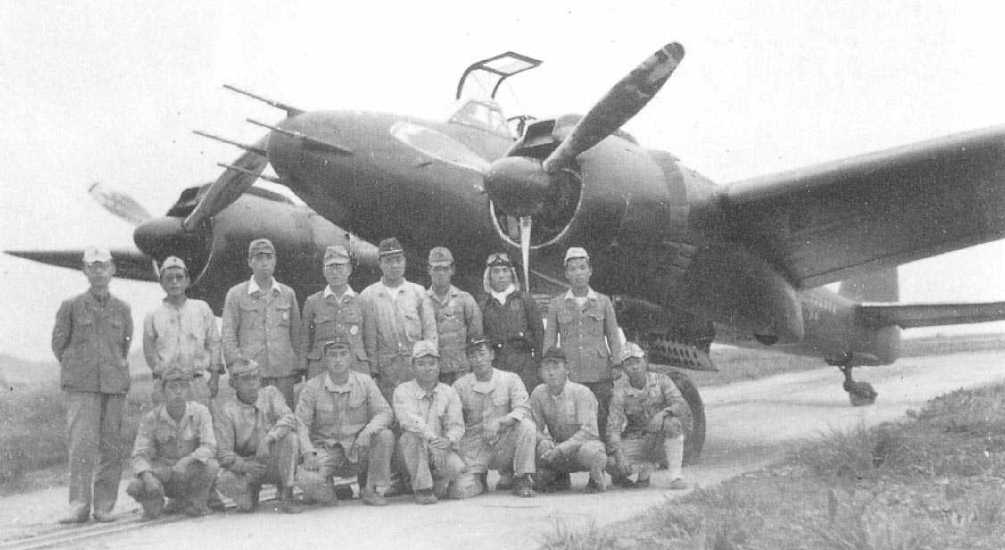
Nakajima J1N1-Sa avec radar de nez, dont les quatre antennes sont visibles.

### Épilogue
La tournure de la guerre devenant de plus en plus dramatique et les raids de B-29 étant sur le point de débuter, les unités de Gekko furent rapatriés au Japon pour former l'ossature d'une défense jusqu'alors inexistante. Certains des appareils furent même stationnés aux îles Kouriles, car les Japonais craignaient une invasion de l'archipel par les îles Aléoutiennes. Parmi les unités d'élite ayant utilisé cet avion, le 302e groupe basé à Atsugi, équipé également de Judy et de Frances possédant eux aussi un canon oblique, compta de nombreux as en son sein tels les lieutenant Yukio Endo et son équipier Osamu Nishio crédités de huit B-29, et les CPO Kuramato et l'enseigne Shiro Kurotori, titulaires de cinq B-29 confirmés et d'un probable. La production totale fut de 479 appareils, incluant les 7 prototypes transformés en J1N1-R.

## Dans les musées
Un seul Gekko existe dans le monde, c'est un J1N1-Sa préservé au NASM de Washington après restauration. À noter que le troisième canon ne semble pas présent sur cet avion.

## Variantes
- 13-shi : 9 prototypes, un canon de 20 mm, six mitrailleuses de 7,7 mm ;
- J1N1 : nom attribué aux prototypes si la série avait commencé ;
- J1N1-C/R : appareil de reconnaissance, trois places, modèle 11 ;
- J1N1-F : expérimentation, tourelle arrière avec canon de 20 mm ;
- J1N1-C Kai : appareils modifiés avec quatre canons à tir oblique (certaines sources le nomment J1N1-S ou modèle 21) ;
- J1N1-S : version de série du J1N1-C Kai, modèle 11, deux ou quatre canons (certaines sources parlent de modèle 23) ;
- J1N1-Sa : dernière version de série, deux ou trois canons tirant vers le haut.

### Aéronefs comparables
- Messerschmitt Bf 110
- Heinkel He 219
- Bristol Beaufighter
- Northrop P-61 Black Widow